# Circonscription de Jimma Arijo
La circonscription de Jimma Arijo est une des 177 circonscriptions législatives de l'État fédéré Oromia, elle se situe dans la Zone Est Welega. Sa représentante actuelle est Muluberhan Tariku Abera.